# بخشش (فیلم)
بخشش (به هندی: Upkar) فیلمی محصول سال ۱۹۶۷ و به کارگردانی مانوج کومار است. در این فیلم بازیگرانی همچون آشا پارک، مانوج کومار، پریم چوپرا، پران، کامینی کاشال، آریونا ایرانی ایفای نقش کرده‌اند.